# Charlie Quarterman
Charlie Quarterman (Oxford, 6 de septiembre de 1998) es un ciclista británico que fue profesional entre 2017 y 2023.

## Carrera
En la temporada 2017 formó parte del equipo luxemburgués Leopard Pro Cycling. En 2019 venció en el Campeonato del Reino Unido Contrarreloj sub-23, y en agosto de ese mismo año se unió al equipo Trek-Segafredo, de categoría UCI WorldTeam, como stagiaire (aprendiz) para la segunda mitad de la temporada, antes de formar parte del equipo para la temporada 2020 de forma plena. Allí estuvo dos campañas antes de volver en 2022 al campo amateur con el equipo francés Philippe Wagner Cycling. Volvió al profesionalismo en 2023 con el Team Corratec, participó en el Giro de Italia y puso fin a su carrera al finalizar la temporada.

## Palmarés
2019
- Campeonato del Reino Unido Contrarreloj sub-23

## Resultados en Grandes Vueltas
| Carrera | Carrera         | 2017 | 2018 | 2019 | 2020 | 2021 | 2022 | 2023  |
| ------- | --------------- | ---- | ---- | ---- | ---- | ---- | ---- | ----- |
|         | Giro de Italia  | —    | —    | —    | —    | —    | —    | 115.º |
|         | Tour de Francia | —    | —    | —    | —    | —    | —    | —     |
|         | Vuelta a España | —    | —    | —    | —    | —    | —    | —     |

—: no participa
Ab.: abandono

## Equipos
- Leopard Pro Cycling (2017-2018)
- Trek-Segafredo (08.2019-2021)
  - Trek-Segafredo (stagiaire) (08.2019-12.2019)
  - Trek-Segafredo (2020-2021)
- Team Corratec (2023)
  - Team Corratec (2023)[3]
  - Team Corratec-Selle Italia (2023)[4]